# Теракты в Осло (1979)
Теракты в Осло в 1979 году — два террористических акта, произошедшие ночью и днём 1 мая 1979 года в Осло. Были совершены 19-летним учащимся военной школы, придерживавшимся ультраправых взглядов в связи с празднованием дня рабочих. Три человека пострадало в результате ночной акции и ещё один — днём.

## Ход событий
Ночью 1 мая на Королевской террасе, неподалёку от Площади 7 июня неизвестным была брошена бомба. Случайный прохожий попытался отбросить взрывное устройство, но оно разорвалось рядом с ним, в результате чего мужчина потерял несколько пальцев на ноге. Также в результате взрыва двое полицейских получили лёгкие ранения. Преступнику удалось скрыться.
После полудня того же дня бомба была брошена на углу улиц Университетсгата и Стортингсгата во время прохождения в этом месте членов движения МЛ в рамках первомайского шествия. Бомба состояла из спичечного коробка с динамитом, капсюлем-детонатором и огнепроводным шнуром. Сотрудник службы безопасности шествия принял взрывное устройство за дымовую гранату и поднял её, чтобы отбросить в сторону. В этот момент произошёл взрыв. В результате мужчина потерял несколько пальцев на руках и ногах. Впоследствии полиция Осло заявила, что лишь по счастливой случайности в этот день никто не погиб.
В результате нападений два человека стали инвалидами. Обе бомбы были сделаны из одного и того же типа взрывчатки.

## Последующие события
Исполнителя обеих акций быстро идентифицировали как Петтера Кристиана Кювика, члена националистической партии «Норвежский фронт». Кювик был учащимся военной школы и был арестован в военном лагере Хейстадмуен, где нёс службу. Взрывчатое вещество Кювику помог получить его товарищ, служивший сержантом в домашней гвардии. Взрывчатку сержант украл у отца — капитана домашней гвардии.
По словам Кювика, на совершение нападений его вдохновил лидер «Норвежского фронта» Эрик Блюхер. Тот, в свою очередь, назвал заявления Кювика ложью. Кювик был обладателем членской карты партийной «группы активистов», подписанной Кювиком и Блюхером, что обязывало его участвовать как минимум в половине акций «Норвежского фронта». Согласно Кювику, Блюхер угрозами заставлял его участвовать в партийных акциях. Блюхеру было предъявлено обвинение в психологическом содействии преступлению, которое впоследствии было снято государственным прокурором. Кювик был приговорён к пяти годам лишения свободы.
Осенью 1979 года Кювик был объявлен психически больным и был помещён под надзор врачей, из-под которого впоследствии совершил неудачную попытку побега. В январе 1981 года, во время прохождения лечения в больнице в Уллеволе Кювик совершил очередной побег и перебрался во Францию. Там он несколько месяцев служил в Иностранном легионе, но затем ушёл оттуда, обратился в норвежское посольство в Париже и был возвращён в Норвегию. После очередной экспертизы он был признан вменяемым и посажен в тюрьму, откуда вышел в сентябре 1983 года, отсидев две трети от назначенного срока в пять лет.
В декабре 1983 года Кювик был вновь арестован вместе со своим товарищем за кражу 13 винтовок и 6 дробовиков в Саннвике. В 1987 Кювик участвовал в драке с демонстрантами перед посольством США. Впоследствии Кювик стал телохранителем известного националиста Арне Мюрдала.